# Rhamnus hybrida
Rhamnus hybrida är en brakvedsväxtart som beskrevs av L'hér.. Rhamnus hybrida ingår i släktet getaplar, och familjen brakvedsväxter. Inga underarter finns listade i Catalogue of Life.